# Lepidostoma fraternum
Lepidostoma fraternum is een schietmot uit de familie Lepidostomatidae. De soort komt voor in het Oriëntaals gebied.